# Dipiridamol

Dipiridamol ou dipiridamole (nome comercial Persantine) é uma fármaco que inibe a formação de trombos, quando administrado cronicamente e provoca vasodilatação, quando administrado em doses elevadas durante curto período de tempo.